# 사이가와정
사이가와정(犀川町)은 후쿠오카현 동부에 있던 정으로 미야코군에 속했다.
2006년 3월 20일, 도요쓰정·가쓰야마정과 대등합병해, 미야코정이 되었기 때문에 소멸하였다. 

## 역사
- 1905년 2월 1일 - 미야코군 히가시사이카와촌, 니시사이카와촌, 미나미사이카와촌이 합병해 사이가와촌이 되었다.
- 1943년 2월 11일 - 정으로 승격해 사이가와정이 되었다.
- 2006년 3월 20일 - 도요쓰정·가쓰야마정과 대등합병해, 미야코정이 성립해, 자치체로서의 사이가와정은 소멸하였다.

## 교통

### 철도
- 헤이세이치쿠호 철도 다가와 선

### 도로
- 국도 496호선
- 국도 500호선